# Zoadiba
Zoadiba est un village du Cameroun situé dans la région de l'Est et dans le département du Haut-Nyong. Zoadiba fait partie de la commune de Messok et du canton de Dzimou du Sud.

## Population
Lors du recensement de 2005, on comptait 675 habitants à Zoadiba, dont 362 hommes et 313 femmes.
Entre 1964 et 1967, on dénombrait 242 habitants à Zoadiba, dont 56 Pygmées et des Dzimou.

## Infrastructures
En 1967, Zoadiba était connecté par la piste auto de Lomié à Eschiambor et à Kamelone.
Elle accueillait un marché périodique ainsi qu'une école protestante à cycle incomplet.